# وانغ يون (سلالة تشينغ)
وانغ يون (بالإنجليزية: Wang Yun)‏ (1749 - 1819)؛ مؤلِّفة، كاتِبة مسرحية وشاعرة .